# Велико Орашје
Велико Орашје је насеље у општини Велика Плана, у Подунавском округу, у Србији. Према попису из 2022. има 1741 становника (према попису из 2011. било је 2110 становника).
Овде се налази ФК Млади Борац Велико Орашје.

## Историја
Велико Орашје је старије насеље. Црква је подигнута на темељима неке старе цркве. При откопавању нађени су зидови који су били „моловани“ и на десној страни врата стајао је натпис: Љета од Христа 1175. созда се храм сеи....“ На вратима је стајао натпис: освајати и помаза Храм св. Ар. М епископ Сава“. (Споменик C.K.A.XXXVII, c 167/168.).
Предање вели да су становници данашњих села Ливаде (пожаревачке), В. Орашја, Крњава и Трновче били насељени у близини данашњег Орашја на месту које се сада зове „Селиште“, где је и данас старо гробље.
Како је овде било на удару Турцима, становништво се склонили у заклоњенија места: једни пређу преко Мораве и у лугу оснују ново насеље под именом Ливадица, други оснују Орашје, а трећи Крњево и Трновачу. Место, на коме је било првобитно насеље, које се данас зове Селиште, помиње се за време Аустријске Србије (1718-1739. г.) под именом Livada Livat. У години 1732, у списку села смедеревског „диштрикта“, помиње се село ливаде са 30 домова. Ливадица се помиње и много раније. Међу селима, које је кнез Лазар поклонио манастиру Раваници (1381. г.), помиње се и „село Ливадица на Мораве“, а касније (1553. г.) путописац Вранћић помиње „село Ливаду на потоку Јасеници у шуми Ломници“. Предање вели да су први досељеници, који су из Ливадице дошли на данашње место, ту затекли многе велике орахе, по чему су селу, односно данашњој варошици, и дали име. Велико Орашје се помиње у арачким списковима и имало је 1818. г. 50 а 1822. г. 55 кућа. Године 1846. у Орашју је било 87 кућа, а по попису из 1921. г. варошица је имала, заједно са Крушевом, 489 кућа са 2400 становника.
Од 1869. било је средиште Великоорашког среза (део Јасеничке области), који је 1947. преименован у Поморавски, а девет година касније, са преформирањем територијалне структуре у општине, средиште је 1956. премештено у Велику Плану као многољуднији индустријски центар.
Указом Краља од 16. маја 1921. године насеље је добило статус варошице.
Данашње Орашје су населиле најпре ове породице: Стараца-Николићи, Јовановићи, Стојадиновићи, Живановић и Гајићи. Све су ове породице велике и са бројем кућа и поред ових имају и друга презимена. Велике и разгранате и породице Бивољара, Лекића, Бојковића, Крајинаца, Лаолаца и Кашајића. Варошица има школу и цркву која су сазидана 1890. године. (подаци крајем 1921. године). Почетком 1941. је планирано освећење новог црквеног дома и конака. У фебруару исте године село је погођено поплавом В. Мораве.
У Великом Орашју се одржава културно-забавна манифестација „Орашко прело“ у оквиру које се организује такмичење у спремању сарме.
Овде се налазе Кућа Илије Николића и Железничка станица Велико Орашје.

## Демографија
У насељу Велико Орашје живи 1841 пунолетни становник, а просечна старост становништва износи 41,9 година (40,2 код мушкараца и 43,6 код жена). У насељу има 741 домаћинство, а просечан број чланова по домаћинству је 3,10. Засеок Великог Орашја је Крушево.
Ово насеље је великим делом насељено Србима (према попису из 2002. године), а у последња три пописа, примећен је пад у броју становника.
|  |

| Демографија | Демографија | Демографија |
| Година      | Становника  | Становника  |
| ----------- | ----------- | ----------- |
| 1948.       | 2.937       |             |
| 1953.       | 3.152       |             |
| 1961.       | 3.064       |             |
| 1971.       | 2.932       |             |
| 1981.       | 2.894       |             |
| 1991.       | 2.636       | 2.507       |
| 2002.       | 2.299       | 2.474       |
| 2011.       | 2.110       |             |
| 2022.       | 1.741       |             |

| Етнички састав према попису из 2002.‍ | Етнички састав према попису из 2002.‍ | Етнички састав према попису из 2002.‍ | Етнички састав према попису из 2002.‍ | Етнички састав према попису из 2002.‍ |
| ------------------------------------ | ------------------------------------ | ------------------------------------ | ------------------------------------ | ------------------------------------ |
|                                      |                                      |                                      |                                      |                                      |
| Срби                                 | Срби                                 |                                      | 2.271                                | 98,78%                               |
| Роми                                 | Роми                                 |                                      | 8                                    | 0,34%                                |
| Муслимани                            | Муслимани                            |                                      | 4                                    | 0,17%                                |
| Црногорци                            | Црногорци                            |                                      | 3                                    | 0,13%                                |
| Македонци                            | Македонци                            |                                      | 3                                    | 0,13%                                |
| Руси                                 | Руси                                 |                                      | 1                                    | 0,04%                                |
| Југословени                          | Југословени                          |                                      | 1                                    | 0,04%                                |
| непознато                            | непознато                            |                                      | 4                                    | 0,17%                                |

| Година пописа     | 1948. | 1953. | 1961. | 1971. | 1981. | 1991. | 2002. |
| ----------------- | ----- | ----- | ----- | ----- | ----- | ----- | ----- |
| Број домаћинстава | 690   | 754   | 807   | 789   | 793   | 745   | 741   |

| Број чланова      | 1   | 2   | 3   | 4   | 5  | 6  | 7  | 8 | 9 | 10 и више | Просек |
| ----------------- | --- | --- | --- | --- | -- | -- | -- | - | - | --------- | ------ |
| Број домаћинстава | 155 | 178 | 111 | 138 | 87 | 45 | 21 | 4 | 1 | 1         | 3,10   |

| Пол    | Укупно | Неожењен/Неудата | Ожењен/Удата | Удовац/Удовица | Разведен/Разведена | Непознато |
| ------ | ------ | ---------------- | ------------ | -------------- | ------------------ | --------- |
| Мушки  | 929    | 236              | 595          | 54             | 40                 | 4         |
| Женски | 1.003  | 149              | 602          | 221            | 30                 | 1         |
| УКУПНО | 1.932  | 385              | 1.197        | 275            | 70                 | 5         |

| Пол    | Укупно                    | Пољопривреда, лов и шумарство | Рибарство                            | Вађење руде и камена | Прерађивачка индустрија       |
| ------ | ------------------------- | ----------------------------- | ------------------------------------ | -------------------- | ----------------------------- |
| Мушки  | 506                       | 103                           | 0                                    | 4                    | 150                           |
| Женски | 252                       | 58                            | 0                                    | 0                    | 65                            |
| УКУПНО | 758                       | 161                           | 0                                    | 4                    | 215                           |
| Пол    | Производња и снабдевање   | Грађевинарство                | Трговина                             | Хотели и ресторани   | Саобраћај, складиштење и везе |
| Мушки  | 14                        | 70                            | 63                                   | 16                   | 55                            |
| Женски | 6                         | 6                             | 40                                   | 10                   | 17                            |
| УКУПНО | 20                        | 76                            | 103                                  | 26                   | 72                            |
| Пол    | Финансијско посредовање   | Некретнине                    | Државна управа и одбрана             | Образовање           | Здравствени и социјални рад   |
| Мушки  | 2                         | 2                             | 11                                   | 3                    | 7                             |
| Женски | 1                         | 2                             | 8                                    | 11                   | 26                            |
| УКУПНО | 3                         | 4                             | 19                                   | 14                   | 33                            |
| Пол    | Остале услужне активности | Приватна домаћинства          | Екстериторијалне организације и тела | Непознато            | Непознато                     |
| Мушки  | 4                         | 0                             | 0                                    | 2                    | 2                             |
| Женски | 2                         | 0                             | 0                                    | 0                    | 0                             |
| УКУПНО | 6                         | 0                             | 0                                    | 2                    | 2                             |

### Коришћена Литература
- Извор Монографија Подунавске области 1812-1927. објављено (1927 г.)„Напредак Панчево,,
- „Летопис“: Подунавска места и обичаји Марина (Беч 1999 г.). Летопис период 1812 – 2009 г. Саставио од Писаних трагова, Летописа, по предању места у Јужној Србији, места и обичаји настанак села ко су били Досељеници чиме се бавили мештани и порекло становника
- Напомена

У уводном делу аутор је дао кратак историјски преглед овог подручја од праисторијских времена до стварање државе Краљевине Срба, Хрвата и Словенаца.